# میانرود (دابوی جنوبی)
میانرود، روستایی است از توابع بخش دابودشت شهرستان آمل در استان مازندران ایران.
این روستا زادگاه جهان پهلوان  قاسم رضایی  قهرمان المپیک لندن است.

## جمعیت
این روستا در دهستان دابوی جنوبی قرار دارد و براساس سرشماری مرکز آمار ایران در سال ۱۳۸۵، جمعیت آن ۱۶۱ نفر (۳۶خانوار) بوده‌است.